# Barry Cowsill
Pour les articles homonymes, voir Cowsill.
Barry Cowsill (14 septembre 1954 - septembre 2005) est un membre de la famille de chanteurs, The Cowsills, très populaire dans les années 1960. Le groupe enregistra une série de grands succès entre 1967 et 1970, incluant The Rain, The Park and Other Things et Hair. Les quatre frères Cowsill jouaient dans le groupe, Barry à la basse, Bill à la guitare, Bob au clavier et John à la batterie. Leur mère, Barbara et leur petite sœur, Susan se joignirent parfois au groupe. Les Cowsills firent leurs débuts à Newport, Rhode Island, où ils furent découverts en 1965 par un producteur de la NBC pour l’émission Today qui cherchait de nouveaux talents. Le groupe se sépara dans les années 1970 en raison d’importantes dissensions entre les membres. Barry Cowsill avait disparu lors du passage de l’ouragan Katrina à la Nouvelle-Orléans en septembre 2005. Son corps ne fut retrouvé que le 28 décembre et identifié le 3 janvier 2006 grâce à ses empreintes dentaires. 